# Джуъл (окръг, Канзас)
Окръг Джуъл (на английски: Jewell County) е окръг в щата Канзас, Съединени американски щати. Площта му е 2367 km², а населението - 3324 души. Административен център е град Манкато.